# 淡端短溝紅螢
淡端短溝紅螢（学名：Plateros piceicornis）为紅螢科短溝紅螢屬下的一个种。